# Народна партия „Свобода и достойнство“
Народна партия „Свобода и достойнство“ (НПСД) е центристка либерална политическа партия в България, учредена на 1 декември 2012 г.

## История

### Учредяване
Партията е учредена на 1 декември 2012 г. в НДК, където се събират над 1000 души. Сред учредителите са Касим Дал и Корман Исмаилов, напуснали редиците на ДПС в началото на 2011 г. Сред гостите на учредителното събрание присъстват делегации от Турция, Македония, Косово и Черна гора. На учредителното заседание присъства и министърът на културата Вежди Рашидов, който заявява, че е поканен като личен приятел на Касим Дал. При учредяването си партията получава поздравления от председателя на СДС Емил Кабаиванов, лидерът на НДСВ Христина Христова и Петя Ставрева от „Обединени земеделци“.
На 27 ноември 2016 г. на първия редовен конгрес на партията, за председател е избран Орхан Исмаилов.

## Парламентарни избори

### 2013 г.
На предсрочните Парламентарни избори на 12 май 2013 г., НПСД и „Национално движение за стабилност и възход“ (НДСВ) участват заедно в коалиция наречена „Център – свобода и достойнство“. Тя получава 57 611 гласа или 1,62% от доверието на българските гласоподаватели.

### 2014 г.
На Парламентарни избори през 2014 г. НПСД е част от коалицията „Реформаторски блок“ (РБ). Коалицията получава 291 806 гласа или 8,89%. От НПСД народен представители става Корман Исмаилов.

## Структури
Към 5 януари 2013 г. партията има структури в 14 области на България. Първият официално открит офис е този в Разград. Структури има още в Търговище, Силистра, Пазарджик, Пловдив, София, Благоевград и др.